# 浪漫-さらば昨日よ-
- 浪漫 -さらば 昨日よ-
- 浪漫-さらば 昨日よ-

「浪漫 -さらば昨日よ- 」（ゆめ さらばきのうよ）は、丸山和也が「弁護士 丸山和也」名義で発売したデビュー・シングル。「浪漫」に読み仮名を付記した「浪漫(ゆめ) -さらば昨日よ-」と表記されることもある。

## 概要
- 丸山和也自身が出演していた日本テレビ系列『行列のできる法律相談所』の企画で、共演者の東野幸治が司会を務めた『歌スタ!!』に出演し、Face 2 fAKEがプロデュースすると名乗りを上げた。荒木とよひさの作詞でR and Cから発売した。
- 最初に歌詞を読んだ本人は歌詞の良さに感涙している。
- テレビでは2006年1月1日の『行列のできる法律相談所』のスペシャルで初披露された。
- 曲名は「浪漫」と書いて「ゆめ」と読む[4]。
- コンセプターおよびCDジャケットのタイトルを書いたのは当時『行列のできる法律相談所』の司会者であった島田紳助である。
- 2006年1月30日のオリコンヒットチャートに初登場。総合34位、演歌部門では第2位にランクされた。60歳以上の新人歌手のデビューシングルによるオリコン総合チャートの初登場40位以内は史上初である[5][注 1]。
- 丸山は安倍晋三にこのCDをプレゼントした。

## 収録曲
作詞：荒木とよひさ　作曲：Face 2 fAKE
1. 浪漫 -さらば 昨日よ-
2. 浪漫 -さらば 昨日よ- (オリジナルカラオケ)